# Cheilotrichia mayanymphica
Cheilotrichia mayanymphica är en tvåvingeart som först beskrevs av Alexander 1946.  Cheilotrichia mayanymphica ingår i släktet Cheilotrichia och familjen småharkrankar. Inga underarter finns listade i Catalogue of Life.